# Tell Me You Love Me (série télévisée)
Pour les articles homonymes, voir Tell Me You Love Me.
Tell Me You Love Me est une série télévisée américaine en dix épisodes de 52 minutes, créée, écrite, produite par Cynthia Mort et diffusée entre le 9 septembre 2007 et le 
11 novembre 2007 sur HBO.
En France, la série est diffusée depuis le 4 mai 2008 sur TPS Star.

## Synopsis
Jamie et Hugo, presque la trentaine, avaient prévu de se marier. Mais le manque de confiance de Jamie, ajoutée aux désirs d'infidélité de Hugo, ont brisé le couple. 
Palek et Carolyn, trentenaires bourgeois et branchés, ne parviennent pas à concevoir un enfant. Sous pression, ils ne font l'amour que par nécessité. Leur désir s'étiole... 
David et Katie, quadragénaires, sont les parents de deux jeunes enfants. Mais tombés dans une routine confortable, ils n'ont plus fait l'amour depuis près d'un an. Ces trois couples en détresse consultent la même thérapeute, Dr May Foster.

## Fiche technique
- Réalisation : Patricia Rozema (pilote)
- Genre : Drame, érotique
- Série déconseillée aux moins de 12 ans

## Distribution

### Acteurs principaux
- Jane Alexander (VF : Mireille Delcroix) : Dr May Fosters
- Michelle Borth (VF : Karine Foviau) : Jamie
- Tim DeKay (VF : Pierre Tessier) : David
- Aislinn Paul (VF : Manon Corneille) : Isabella
- Adam Scott (VF : Adrien Antoine) : Palek
- Katharine Towne (VF : Edwige Lemoine) : Mason
- Sonya Walger (VF : Stéphanie Lafforgue) : Carolyn
- Ally Walker (VF : Marie-Laure Dougnac) : Katie

### Acteurs récurrents
- David Selby (VF : Michel Paulin) : Arthur Foster
- Luke Kirby (VF : Anatole de Bodinat) : Hugo
- Ryan Wynott : Joshua
- Ian Somerhalder (VF : Sébastien Desjours) : Nick
- Sherry Stringfield (VF : Emmanuelle Bondeville) : Rita
- Ronny Cox : John

## Épisodes
1. Épisode 1 (Pilot)
2. Épisode 2 (Episode 2)
3. Épisode 3 (Episode 3)
4. Épisode 4 (Episode 4)
5. Épisode 5 (Episode 5)
6. Épisode 6 (Episode 6)
7. Épisode 7 (Episode 7)
8. Épisode 8 (Episode 8)
9. Épisode 9 (Episode 9)
10. Épisode 10 (Episode 10)

## Commentaires
Centrée sur le thème du couple et des relations charnelles, la série contient de nombreuses séquences d'actes amoureux. La nudité y est montrée dans le quotidien, sans apprêt ni ellipse. La série a d'ailleurs créé la polémique concernant des scènes de sexe crues.
Une seconde saison était initialement prévue mais HBO a décidé de l'annuler en juillet 2008.
Sur le même thème, la série sort quelques mois après le très critiqué Shortbus.